# Castafiore Cabaret
Castafiore Cabaret es el primer álbum de estudio de la agrupación catalana Els Amics de les Arts. Fue publicado en 2008 por el sello Pistatxo Récords. Es el tercer trabajo musical del grupo tras las maquetas Catalonautes (2005) y Roulotte Polar (2007).
Consta de seis canciones, de las cuales tres siguen teniendo presencia en el repertorio de la banda, mientras que otra llamada Deja-Vú fue utilizada para la creación de un libro de cuento con ilustraciones en 2012 . El trabajo se puede descargar gratuitamente desde la página del grupo.
En 2010 además se lanzó al mercado una edición especial que conjunta este álbum junto con Bed & Breakfast además de algunos temas sueltos.

## Lista de canciones
| N.º   | Título               | Duración |  |
| 1.    | «Déja-Vu»            | 2:37     |  |
| 2.    | «A vegades»          | 5:18     |  |
| 3.    | «V»                  | 4:00     |  |
| 4.    | «L'endocrina»        | 3:06     |  |
| 5.    | «Exercici 60»        | 5:33     |  |
| 6.    | «El código da Vinci» | 2:31     |  |
| 22:50 |                      |          |  |